# Falsostesilea perforata
Falsostesilea perforata là một loài bọ cánh cứng trong họ Cerambycidae.